# Thabo Nthethe
Thabo Benett Nthethe (Bloemfontein, 3 ottobre 1984) è un allenatore di calcio ed ex calciatore sudafricano di ruolo difensore, vice allenatore del Casric Stars.

## Palmarès

### Club

#### Competizioni nazionali
- Premier Soccer League (Sudafrica): 1

Mam. Sundowns: 2015-2016
- Coppa di Lega sudafricana: 1

Mam. Sundowns: 2015

#### Competizioni internazionali
- CAF Champions League: 1

Mam. Sundowns: 2016